# Just Married (ou presque)
Pour les articles homonymes, voir Just Married.
Pour plus de détails, voir Fiche technique et Distribution.
Just Married (ou presque) ou La mariée est en fuite au Québec (Runaway Bride) est une comédie sentimentale américaine de Garry Marshall sortie en 1999.

## Synopsis
Ike Graham (Richard Gere), est un journaliste en panne d'inspiration. Un jour il rencontre un homme en train de boire de l'alcool dans un bar. Ils se mettent à discuter et l'homme lui parle de Maggie Carpenter (Julia Roberts), avec qui il a failli se marier et qui l'a abandonné au pied de l'autel, le jour de leur mariage. L'histoire ne s'arrête pas là : Maggie est réputée pour abandonner à chaque fois son futur mari et elle est même devenue une légende vivante dans sa ville natale.
Ike est ravi, il a trouvé son sujet et le voilà qui l'écrit mais sur un tel ton acide et misogyne que Maggie a vent de son article. Outrée, la jeune femme riposte par une lettre ulcérée qui paraît dans le journal suivant. Ellie Graham (Rita Wilson), l'ex-femme de Ike, est obligée de le renvoyer immédiatement. Bien décidé à avoir le dernier mot, Ike décide de se rendre dans la ville où réside la jeune femme, afin de mieux la connaître et surtout de faire connaître la vérité.
Maggie lui voue une haine sans borne et cherche d'abord à le faire discréditer auprès de sa famille et de ses amis, ainsi que de son futur mari Bob Kelly (Christopher Meloni) qu'elle a bien l'intention d'épouser. Mais Ike, véritable charmeur, parvient à tous les amadouer, à commencer par Maggie. Il se rend alors compte que la jeune femme, soucieuse à chaque fois de faire plaisir à chacun de ses fiancés, en oublie son propre bien-être. Ils finissent par se rapprocher.

## Fiche technique
- Titre : Just Married (ou presque)
- Titre original : Runaway Bride
- Réalisation : Garry Marshall
- Scénario : Josann McGibbon, Audrey Wells et Sara Parriott
- Coproducteurs : Mario Iscovich, Ellen H. Schwartz, Karen Stirgwolt et Richard S. Wright
- Producteurs : Robert W. Cort (en), Ted Field, Scott Kroopf et Tom Rosenberg
- Producteurs exécutif : Gary Luccheso, David Madden et Ted Tannebaum
- Musique : James Newton Howard
- Photographie : Stuart Dryburgh
- Montage : Bruce Green
- Casting : Gretchen Rennell
- Concepteurs des décors : Mark Friedberg
- Directeur artistique : W. Steven Graham
- Décors : Stephanie Carroll
- Costumes : Albert Wolsky
- Budget : 70 000 000 $
- Recettes : 309 457 509 $
- Société de production : Paramount Pictures, Touchstone Pictures, Interscope Communications et Lakeshore Entertainment
- Société de distribution : Paramount Pictures
- Pays d'origine :  États-Unis
- Langue : Anglais
- Formats : 2,35 : 1 | Technicolor | 35 mm
- Son : Dolby Digital | DTS
- Genre : Comédie dramatique
- Durée : 112 minutes
- Date de sortie :
  - États-Unis : 30 juillet 1999
  - France 8 décembre 1999
- Bande originale : Before I Fall in Love, Coco Lee

## Distribution
- Julia Roberts (VF : Céline Monsarrat / VQ : Claudie Verdant) : Maggie Carpenter
- Richard Gere (VF : Richard Darbois / VQ : Hubert Gagnon) : Ike Graham
- Joan Cusack (VF : Chrystelle Labaude / VQ : Élise Bertrand) : Peggy Flemming
- Hector Elizondo (VF : Jean-Pierre Leroux / VQ : Marc Bellier) : Fisher
- Christopher Meloni (VF : Patrick Guillemin / VQ : Benoit Rousseau) : Bob Kelly
- Paul Dooley (VF : Jean-Claude Sachot / VQ : Yves Massicotte) : Walter Carpenter
- Rita Wilson (VF : Frédérique Tirmont / VQ : Claudine Chatel) : Ellie Graham
- Lisa Roberts Gillan : Elaine de Manhattan
- Laurie Metcalf (VF : Françoise Cadol) : Betty Trout
- Yul Vazquez : Gill, le musicien (1er fiancé)
- Donal Logue (VF : Daniel Kenigsberg / VQ : Carl Béchard) : Brian, le prêtre (2e fiancé)
- Reg Rogers (VF : Gabriel Le Doze) : Georges, entomologiste (3e fiancé)
- Lee McKenna (VF : Liliane Gaudet) : Mme Whittenmmeyer
- Jean Schertler (VF : Lily Baron) : Grand-mère
- Allan Kent (VF : Philippe Catoire) : M. Trout
- Sela Ward : La femme du pretty bar

## Accueil

### Accueil critique
Le film n'est pas bien reçu par la critique, obtenant 46% d'opinions favorables sur le site Rotten Tomatoes, pour 87 critiques collectées et une moyenne de 4,6⁄10 et un score de 39⁄100 sur le site Metacritic, pour 33 critiques collectées. 

### Box-office
Il obtient malgré tout un succès commercial, rapportant 309 460 292 $ de recettes mondiales, dont 152 257 509 $ rien qu'aux États-Unis. En France, le long-métrage totalise 2 009 425 entrées. Si le film a bien marché au box-office, Just Married (ou presque) fait un score en deçà de Pretty Woman (463 406 268 $ de recettes mondiales, dont 178 406 268 $ aux États-Unis et 4 030 683 entrées en France).

## Autour du film
- Garry Marshall retrouve pour ce film Julia Roberts, Richard Gere et Hector Elizondo qui jouaient déjà dans Pretty Woman. Certaines affiches entretiennent d'ailleurs la confusion entre les acteurs et les personnages des deux films, comme si Just Married était une suite de Pretty Woman : « De nouveau réunis. De nouveau amoureux ? »[7],[8]